# National Defense Authorization Act for Fiscal Year 2012
Der National Defense Authorization Act for Fiscal Year 2012 ist ein Gesetz der Vereinigten Staaten von Amerika für die Finanzierung der US-Streitkräfte. Neben diesem Zweck sind jedoch andere Festlegungen enthalten, die bei Bürgerrechtlern in den USA auf Kritik stießen und auch in Europa ein negatives Medienecho erfahren haben.
Zunächst hatte US-Präsident Barack Obama ein Veto gegen das Gesetz angekündigt. Als jedoch seinem Wunsch einer Verbesserung der ursprünglichen Formulierung hinsichtlich der Rechtsstellung der amerikanischen Einwohner stattgegeben wurde, erklärte er, auf sein Veto zu verzichten, betonte jedoch bei der Unterzeichnung am 31. Dezember 2011 mittels eines Signing Statements auch, dass er die ihm eröffneten Möglichkeiten nur eingeschränkt nutzen werde. Das Schweizer Fernsehen formulierte den Sachverhalt auf seiner Internetseite allerdings drastischer: Präsident Obama sei von seinen Widersachern dazu gezwungen worden, ein Gesetz zu unterschreiben, was er eigentlich ablehnen müsse.
Sektion 1021 des Gesetzes ermächtigt die US-Streitkräfte und damit letztlich den Präsidenten als deren Oberbefehlshaber, amerikanische Bürger und Ausländer, denen Verbindungen zum islamistischen Terrorismus vorgeworfen wird, inhaftieren zu lassen. Hierbei ist keine zeitliche Beschränkung und keine Prüfung durch ein (ziviles) Gericht vorgesehen; nur der Kongress muss gemäß Sektion 1021(f) REQUIREMENT FOR BRIEFINGS OF CONGRESS regelmäßig informiert werden. Damit wird der Exekutive eine fundamentale Funktion der Judikative übertragen und somit das Prinzip der Gewaltenteilung geschwächt. Ob der Supreme Court der USA dies einmal als einen Verstoß gegen den vierten und fünften Zusatzartikel der Verfassung einstufen wird, ist derzeit nicht absehbar. Denn vor dem Supreme Court ist keine abstrakte Normenkontrollklage möglich, die Prüfung der Gesetzgebung kann nur (aber immerhin) als akzessorische Normenkontrolle im Rahmen eines konkreten Rechtsstreits stattfinden.
Die American Civil Liberties Union kritisierte, dass dadurch der Schutz vor ungerechtfertigter Inhaftierung erheblich vermindert werden kann, denn es fixiert die Privilegien des Präsidenten aus dem innerhalb einer Woche nach den Terroranschlägen am 11. September 2001 verabschiedeten AUMF-Gesetz. Kritiker sehen die Gefahr, dass mit dem Gesetz die (übermäßige) Macht der Exekutive weiter gefestigt bzw. verstärkt werde, während es nach Ansicht der Verteidiger über das bisher Erlaubte nicht hinausgehe und mit den Rechten von Kriegsgefangenen (ius in bello) vereinbar sei.